# Songs About Me
Songs About Me es el sexto álbum de estudio del artista de música country estadounidense Trace Adkins. Fue lanzado el 22 de marzo de 2005, a través de Capitol Records Nashville. Es su álbum más vendido hasta la fecha, ha sido certificado 2× Platino por la RIAA y ha vendido 1,5 millones de copias.  Los sencillos de este álbum incluyen la canción principal, " Arlington " y " Honky Tonk Badonkadonk ". La canción principal y "Honky Tonk Badonkadonk" llegaron al número 2 y "Arlington" al número 16 en las listas Billboard Hot Country Songs de Estados Unidos. "Honky Tonk Badonkadonk" también entró en el top 40 en las listas Billboard Hot 100 y Pop 100.
La canción "Metropolis" fue grabada originalmente por Anthony Smith en su álbum de 2003 If That Ain't Country y Sammy Kershaw en su álbum de 2003 I Want My Money Back .

## Lista de canciones
| N.º             | Título                           | Escritor(es)                                 | Duración |  |
| 1.              | «Songs About Me»                 | Shaye Smith, Ed Hill                         | 3.24     |  |
| 2.              | «Arlington»                      | Jeremy Spillman, Dave Turnbull               | 4:07     |  |
| 3.              | «Find Me a Preacher»             | Shane Minor, Wendell Mobley                  | 3:43     |  |
| 4.              | «My Way Back»                    | Neil Thrasher, Tony Martin                   | 3:51     |  |
| 5.              | «I Wish It Was You»              | Tom Shapiro, Steve Bogard                    | 4:07     |  |
| 6.              | «Bring It On»                    | George Teren, Rivers Rutherford              | 3:42     |  |
| 7.              | «My Heaven»                      | Chris Wallin, Jim Collins                    | 3:25     |  |
| 8.              | «Baby I’m Home»                  | Dylan Altman, Fred Wilhelm, Billy Falcon     | 3:58     |  |
| 9.              | «Metropolis»                     | Anthony Smith, Wallin                        | 3:20     |  |
| 10.             | «I Learned How to Love from You» | Steve Nathan, Tim Mensy                      | 3:05     |  |
| 11.             | «Honky Tonk Badonkadonk»         | Randy Houser, Dallas Davidson, Jamey Johnson | 4:01     |  |
| Duración: 40:48 |                                  |                                              |          |  |

## Personal
- Trace Adkins - voz principal
- Larry Beaird - guitarra acústica
- Bruce Bouton - dobro, guitarra de acero con pedal
- Mike Brignardello - bajo
- Pat Buchanan - guitarra eléctrica
- Tom Bukovac - guitarra eléctrica
- Perry Coleman - coros
- JT Corenflos - guitarra eléctrica
- Eric Darken - percusión
- Chip Davis - coros
- Paul Franklin - dobro, guitarra de acero con pedal, lap steel
- Aubrey Haynie - violín, mandolina
- Wes Hightower - coros
- Dann Huff - guitarra eléctrica, solista
- Jeff King - guitarra eléctrica
- Liana Manis - coros
- Brent Mason - guitarra eléctrica
- Greg Morrow - percusión, batería
- Gordon Mote - sintetizador, piano, órgano Hammond
- Nashville String Machine - cuerdas
- Steve Nathan - piano, teclados, órgano Hammond
- Mickey Raphael - armónica
- John Wesley Ryles - coros
- Scotty Sanders - guitarra de acero con pedal
- Michael Spriggs - guitarra acústica
- DeWayne Strobel - guitarra eléctrica
- Bryan Sutton - guitarra acústica, banjo, mandolina
- Bobby Terry - guitarra acústica, guitarra eléctrica, guitarra resonadora
- Dennis Wilson - coros
- Lonnie Wilson - batería
- Jonathan Yudkin - violín, mandolina

## Rendimiento en listas
Songs About Me fue el álbum número uno en la lista Top Country Albums de Billboard de Estados Unidos durante la semana del 9 al 15 de abril de 2005. Se convirtió en el número 11 en el Billboard 200 de Estados Unidos ese mismo año.
| Listas (2005)                     | Mejor posición |
| --------------------------------- | -------------- |
| US Billboard 200                  | 11             |
| US Top Country Albums (Billboard) | 1              |

| Listas                            | Posición |
| --------------------------------- | -------- |
| US Billboard 200                  | 157      |
| US Top Country Albums (Billboard) | 28       |

| Listas                            | Posición |
| --------------------------------- | -------- |
| US Billboard 200                  | 37       |
| US Top Country Albums (Billboard) | 10       |

### Sencillos
| Año                                                    | Sencillo                 | Mejor posición | Mejor posición | Mejor posición | Certificaciones ( umbral de ventas ) |
| Año                                                    | Sencillo                 | US Country     | US             | US Pop         | Certificaciones ( umbral de ventas ) |
| ------------------------------------------------------ | ------------------------ | -------------- | -------------- | -------------- | ------------------------------------ |
| 2004                                                   | "Songs About Me"         | 2              | 59             | —              | - RIAA: Oro                          |
| 2005                                                   | "Arlington"              | 16             | 102            | —              |                                      |
| 2005                                                   | "Honky Tonk Badonkadonk" | 2              | 30             | 33             | - RIAA : 3× Platino                  |
| "—" indica lanzamientos que no figuraron en las listas |                          |                |                |                |                                      |